# Merlieux-et-Fouquerolles
 Merlieux-et-Fouquerolles  là một xã ở tỉnh Aisne, vùng Hauts-de-France thuộc miền bắc nước Pháp.